# Tine Brajnik
Brigadir Tine Brajnik, slovenski častnik in veteran vojne za Slovenijo, * ?.

## Odlikovanja in nagrade
- Častni znak svobode Republike Slovenije (1992) z naslednjo utemeljitvijo: »za izjemne zasluge pri obrambi svobode in uveljavljanju suverenosti Republike Slovenije«[1].